# Borda del Servós
La Borda del Servós és una masia situada al municipi de les Valls d'Aguilar, a la comarca catalana de l'Alt Urgell.